# Anneli Särnblad
Ingrid Anneli Särnblad, tidigare Särnblad Stoors, född 6 juli 1968 i Orsa, är en svensk politiker (socialdemokrat) och undersköterska. Hon var ordinarie riksdagsledamot 2002–2010, invald för Dalarnas läns valkrets.
I riksdagen var hon ledamot i lagutskottet 2002–2006 och suppleant i justitieutskottet, kulturutskottet och socialutskottet.